# James Smithson

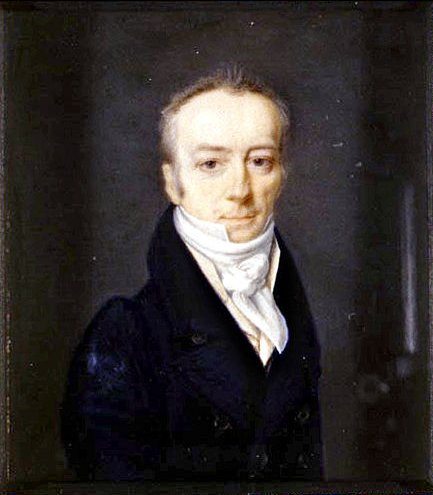
James Smithson

James Lewis Smithson (* 1765 in Paris als James Lewis Macie; † 27. Juni 1829 in Genua) war ein britischer Mineraloge und Chemiker. Er wurde bekannt wegen seiner Hinterlassenschaft für die USA, die zur Finanzierung der Smithsonian Institution benutzt wurde.

## Leben und Wirken
Er war der uneheliche Sohn des Earls (und späteren Duke)  Sir Hugh Percy, K.G. und Elizabeth Hungerford Keate ("Smithson" war Hugh Percys Geburtsname). Elizabeth Keate war die wohlhabende Witwe des verstorbenen James Macie und eine Cousine der Herzogin von Northumberland. Sein genaues Geburtsdatum ist unbekannt, weil er heimlich in Paris zur Welt kam, wohin seine Mutter gegangen war, um ihre Schwangerschaft zu verheimlichen. Deshalb trug Smithson zunächst den Namen James Lewis Macie. Seine Mutter heiratete später Mark Dickinson, mit dem sie einen weiteren Sohn hatte.
James Lewis Macie studierte an der Oxford University. Für diese Ausbildung kam der Duke of Northumberland auf. In den Semesterferien sammelte er Minerale und Erze. 1784 unternahm er mit Barthélemy Faujas de Saint-Fond, William Thornton und Paolo Andreani eine Geologische Expedition nach Schottland und auf die  Hebriden. In Oxford erhielt er den Impuls für wissenschaftliche Untersuchungen. James graduierte am Pembroke College am 26. Mai 1786. Bereits am 26. April 1787, weniger als ein Jahr nach seinem Universitätsabschluss wurde er zum „Fellow der Royal Society of London“ berufen.
Smithson war an fast allem interessiert und studierte in großem Umfang die Phänomene der Natur, so z. B. Schlangengifte, die Chemie der Vulkane, die Zusammensetzung von Tränen und die fundamentale Art der Elektrizität. Zu seinen Lebzeiten veröffentlichte er 27 Artikel, deren Spektrum von einer verbesserten Methode, Kaffee zu brühen, bis zur Analyse des Minerals „Calamine“ (Galmei), das zur Herstellung von Blech dient, reichte. Seine Arbeiten über Zinkerze führten dazu, dass das Zinkmineral Smithsonit nach ihm benannt wurde.
Als seine Mutter im Jahr 1800 starb, erbten er und sein Halbbruder Henry Louis Dickinson ein relativ großes Anwesen. Henry schlug die Militärlaufbahn ein und diente auf dem Kontinent sowie in Asien und Afrika. James kümmerte sich derweil um das Anwesen. Der Herzog starb im Jahre 1786 und Nachfolger wurde sein Sohn Hugh Smithson, James’ Halbbruder, als 2nd Duke of Northhumberland. Nach dem Tod seiner Mutter änderte er 1801 seinen Namen von „Macie“ auf „Smithson“. James Smithson war nie verheiratet und hatte auch keine Kinder.

## Grundstein für das Smithsonian
Smithson starb am 27. Juni 1829 in Genua. In seinem Testament vermachte er sein Vermögen seinem Neffen, dem Sohn seines Halbbruders. Er legte jedoch fest, dass für den Fall, dass dieser Neffe ohne Kinder – seien sie ehelich oder nicht – sterben würde, das Geld an die USA gehen sollte

“for the purpose of founding an institution at Washington, to be called the Smithsonean Institution for the increase and diffusion of knowledge among men.”

„um in Washington unter dem Namen Smithsonian eine Einrichtung zu begründen zur Mehrung und Verbreitung des Wissens unter den Menschen.“

Sein Neffe, Henry Hungerford Dickinson, starb später ohne die für den Anfall des Erbes von John Smithson notwendigen Erben. 1836 wurde Smithsons Hinterlassenschaft vom Kongress der Vereinigten Staaten akzeptiert. Einen Rechtsstreit (in Großbritannien), in dem das Testament angefochten wurde, entschied ein Gericht 1838 zugunsten der USA. Die übriggebliebene Summe von 515.000 Dollar wurde vom amerikanischen Kongress in Staatspapieren angelegt. Es gab etliche Meinungsverschiedenheiten darüber, wie das Vermächtnis erfüllt werden sollte, und erst 1846 wurde die Smithsonian Institution gegründet. In einem Gesetz des Kongresses wurde die Gründung der Smithsonian Institution beschlossen und von Präsident James K. Polk am 10. August 1840 unterzeichnet.
James Smithson war niemals in den Vereinigten Staaten. Das Motiv für dieses besondere Vermächtnis ist unbekannt. Er lieferte aber selbst einen denkbar einleuchtenden Hinweis: Dass er der Menschheit damit für immer im Gedächtnis bleiben wolle, auch dann noch, wenn seine adligen Vorfahren (die ihn ja ablehnten) längst vergessen sein würden.

## Ehrungen
- Smithson arbeitete als Privatgelehrter besonders über Zink- und Bleiminerale sowie über Farbstoffe. Nach ihm ist das Mineral Smithsonit (Zinkspat, ZnCO3) benannt.
- Der Mondkrater Smithson wurde 1976 nach ihm benannt.
- Smithson ist Namensgeber für den antarktischen Berg Mount Smithson.

1904 brachte der Regent des Smithsonian, Alexander Graham Bell, die sterblichen Überreste von James Smithson in die Vereinigten Staaten, wo sie in einer Krypta im Informationszentrum des Smithsonian („The Castle“) beigesetzt wurden. All seine Papiere und die riesige Mineralsammlung wurden 1865 durch ein Feuer vernichtet.

## Veröffentlichungen
- The scientific writings of James Smithson. Collected from the Royal Society of London. Edited by William J. Rhees. 1879, Textarchiv – Internet Archive
- The Smithsonian Institution, 1846–1896. The history of its first half century. Edited by George B. Goode. Publisher: The City of Washington, 1897, Textarchiv – Internet Archive